# XF5F (航空機)
XF5F スカイロケット
飛行するXF5F-1(Bu.No.1442) (撮影年不詳)
- 用途：戦闘機
- 分類：艦上戦闘機
- 設計者：ロバート・L・ホール
- 製造者：グラマン航空機エンジニアリング社
- 運用者： アメリカ海軍（予定）
- 初飛行：1940年4月1日
- 生産数：1機
- 運用開始：1941年2月22日
- 退役：1944年12月11日（開発中止）
- 運用状況：未就役
- 派生型：XP-50

XF5F スカイロケット（Grumman XF5F Skyrocket ）は、グラマン社がアメリカ海軍向けに開発した試作艦上戦闘機である。
愛称の「スカイロケット(Skyrocket)」は“空のロケット”の意。なお、本機はグラマン社の開発した戦闘機としては、“キャット(Cat)”もしくはネコ科の猛獣を意味する愛称が付いていない、例外的な存在である。

## 概要
世界初の双発単座艦上戦闘機を予定して開発され、1940年に試作1号機が完成すると海軍によって華々しく公表され、一躍世界の航空界に注目された機体である。
しかし、実用上の問題も多く、量産機としての改修に時間が掛かったため実戦化を逃し、1機のみの試作で終わった。
XF5Fは1機の試作で終わった機体であったが、本機で得られたデータは続いて設計されたF7Fの開発上重要な役割を果たした。製造された機体は1機しかないにもかかわらず、特徴的な機体形状を利用して海軍の宣伝に利用されたため、知名度は当時のアメリカ海軍機としてはかなり高い機体であり、写真類も多く残されている。また、1941年より刊行されたアメリカン・コミックスのシリーズである『ブラックホーク(Blackhawk)』(英語版)の作中に主人公チームの使用機として登場し、これによっても著名であった。

## 開発
1938年2月にアメリカ海軍は高速艦上戦闘機の仕様をSD112-14案として各社に提示した。グラマン社・ベル社・ヴォート社が応じ、グラマン社は温めていた双発艦上戦闘機（社内名称 G-25）を再設計し発展させた双発戦闘機、XF5F（社内名称 G-34）の設計を開始した。
G-34は胴体の長さを極力縮め主翼の前に胴体部分がないという、前例の無い形状をとっていた。これは、着艦時の視界を確保すると同時に、双発エンジンのプロペラ中心間隔を小さくして機体を引っ張る（同時に重量物を中央へ集め、機体の慣性モーメントを抑えてロール率を高める）という設計思想であった。特徴的な双尾翼も発着艦での機体安定性を高めるための措置である。空母甲板上での運用のため機体の寸法は単発機並に抑えられ、上方折り畳み式の主翼 によって航空母艦格納庫内での収容面積を抑えるのにも貢献している。主脚は引き込み式だが、尾輪は固定式であった。キャノピーは涙滴型である。
計画では機首にマドセン23 mm機関砲(英語版)2門とAN/M2 12.7 mm機銃2挺を装備し、最大速度700 km/hの予定であったが、武装については欧州での戦乱の影響でマドセン砲の入手が困難となったので、途中で12.7 mm機銃×4に変更されている。主翼下面には左右5箇所ずつ、対爆撃機用の2.4 kg空対空小型爆弾を収納可能な爆弾倉があり、1箇所に付き2発、計20発を搭載可能である。これ以外に通常の対地/対艦爆弾の搭載も可能で、最大で165 ポンド 爆弾を2発搭載できた。
パワープラントは当初予定していた二段過給器付きのP&W R-1535-96空冷二重星形エンジンが間に合わず、やむを得ず直径の大きなライトXR-1820-40/-42試作星型エンジンを装備したが、これは互いのプロペラが外側へ逆回転してトルクを打ち消す設計であった。プロペラはカーティス・エレクトリック社製の3翅羽根を用いている。
試作1号機(Bu.No.1442)は1940年3月に完成し、グラマン社のテストパイロットであるB・A・ジル(B.A. Gilles）によって同年4月1日に初飛行に成功した。グラマン社内でのテストでは分間上昇力が4,000 ft（1,220 m）と群を抜いた性能を示したことから「スカイロケット」と名づけられた。社内テストで発覚した問題点（エンジンの冷却不足、エンジンカウルと胴体の空気抵抗が想定より大きい、等）を修正した後、1941年2月22日には海軍に引き渡され、XF5Fとして試験を開始したが、上昇力は優れるものの、やはり機体の空気抵抗が大きく、最大速度は600 km/hを下回り、引き続きエンジンの冷却不足、大きなエンジンカウルによる視界不良、後部胴体の剛性不足等、新機軸につきものの難点が数多く指摘された。
XF5は問題点の改善と仕様変更に対処するためにグラマン社の工場に差し戻され、1941年3月から改修作業に入ったが、グラマン社では根本的に設計を見直し、胴体の補強、機首の延長、キャノピー形状の改修、プロペラスピナーの追加 などの改修が行われ、社内名称も"G-41"に変更された。G-41への改修作業は1941年7月15日に完了し、同年10月より試験が再開されたが、改修後の機体は機体重量が増加したため速度性能が低下しており、エンジンカウルにより前側方視界が阻害されることは変わらず、この点は艦上機としては致命的であった。

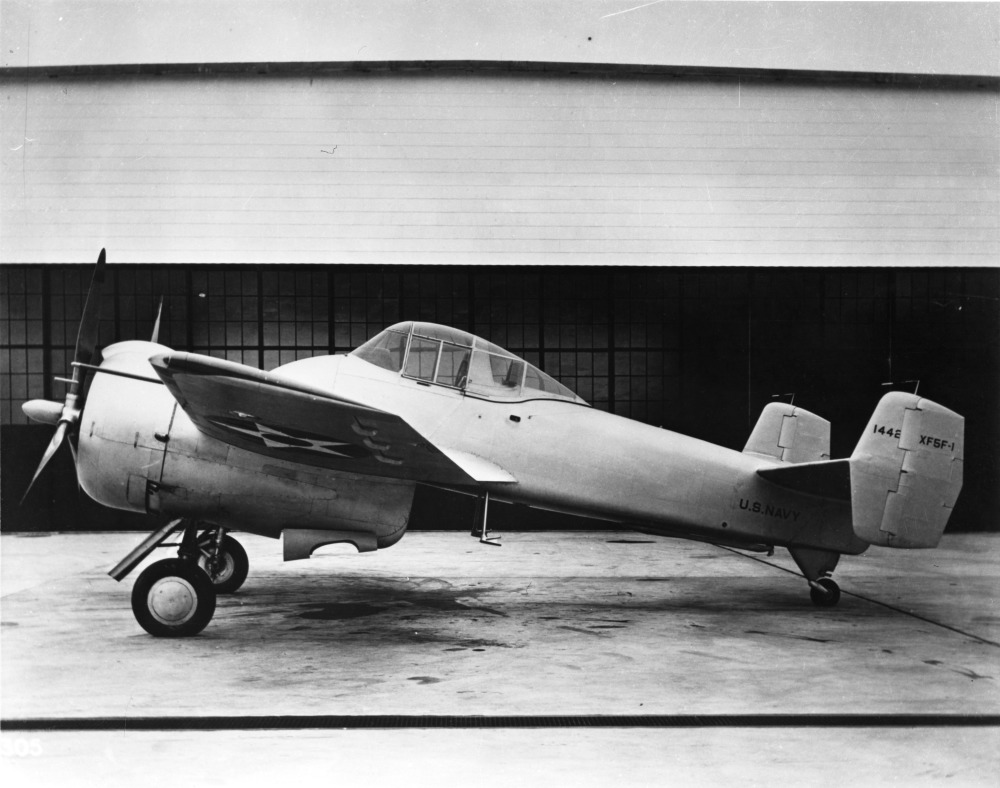
側面よりのXF5F-1（初期状態） エンジンと主翼、胴体及びコクピットの位置関係がわかる
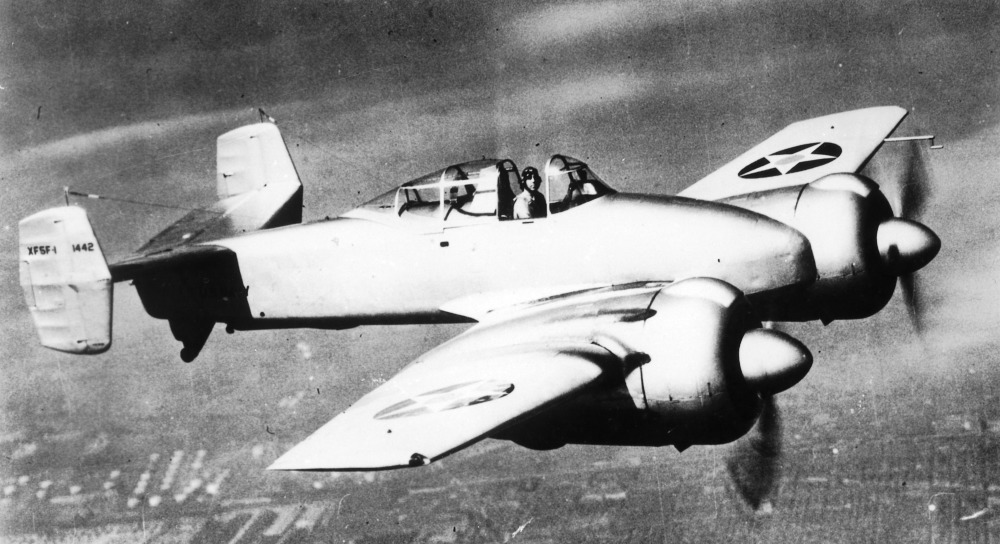
各部を改修した状態のXF5F-1

1942年にはライバル機であるチャンス・ヴォート社のXF4Uが完成して高性能を示していたため、海軍ではXF5F自体に対する興味は薄れ、またグラマン社でも新型双発艦上戦闘機（社内名称 G-51、後のXF7F）の開発にとりかかることになったため、XF5Fの開発はこの新型双発戦闘機のためのデータ採取に重点が置かれることになったが、1942年2月に試作1号機は着艦想定試験中に着陸に失敗して主脚を破損して大破、修理の後テスト飛行が再開されたが同年5月には再び同様の事故を起こした。2度目の修理は太平洋戦争開戦によってグラマン社が各種航空機の生産で手一杯であったために後廻しとされ、G-51の開発が順調であったため、同年9月にXF5Fの開発は中止となった。
1機のみ生産された試作機による各種テストはその後も継続されることになったが、破損した機体の修理が完了したのは1943年4月のことで、同年6月には駐機中に主脚が破損して擱座損傷し、3度目の修理が行われたものの、1944年12月11日に胴体着陸して機体は大破。同日付で廃棄処分となった。試作機の累計飛行回数は211回、総飛行時間は155時間余であった。損傷した機体は翌1944年2月には解体され、胴体部は射撃標的として処理された。

## 発展型

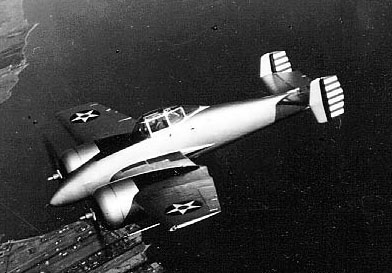
XP-50

グラマン社では陸軍向けに着艦フック他の艦載用装備を外し、排気タービン過給器付きのライトR-1820-67/-69を装備、機首を流線型にし、前脚式降着装置を備えた機体（社内名称 G-46）を“XP-50”として試作したが、1941年5月14日の初飛行で排気タービン過給器が爆発して墜落事故を起こしたため開発中止となった。
XP-50の武装は20 mm機関砲×2、12.7 mm機銃×2とXF5Fよりも強化されていた。空対空爆弾倉は廃止され、その分だけ防弾板やセルフシーリングタンク等の防弾装備が充実されている。

## 要目
- 全長：9.80 m
- 全高：3.7 m
- 全幅：12.8 m
- 翼面積：28.2 m2
- 自重：3,630 kg
- 総重量：4,540 kg
- 乗員：1名
- エンジン：ライトXR-1820-40/-42空冷星型9気筒レシプロエンジン（出力 1,200馬力×2）
- 最大速度：616 km/h（海面高度）、586 km/h（高度5,270 m時）
- 巡航速度：338 km/h
- 航続距離：1,250 km
- 実用上昇限度：10,500 m
- 上昇率：1,220 m/min
- 武装：

23 mm機関砲×2＋12.7 mm機銃×2、または12.7 mm機銃×4
165 ld 爆弾×2
2.4 kg空対空爆弾×20